# Hadelner Kanalschleuse
Die Hadelner Kanalschleuse oder Schleuse Otterndorf ist eine Schleuse mit Sielfunktion nördlich von Otterndorf. Sie verbindet den Hadelner Kanal als Teil des Elbe-Weser-Schifffahrtsweg mit der Unterelbe und ist bezüglich ihrer Abmessungen auf kleine Küstenmotorschiffe ausgelegt. Um den Küstenschutz in diesem Bereich zu verbessern, wurde die alte Anlage aus dem Jahr 1853 von 2019 bis 2022 vom Niedersächsischen Landesbetrieb für Wasserwirtschaft, Küsten- und Naturschutz durch einen Neubau ersetzt. Die Anlage im Deich wird durch die drei großen, blauen Portale für die Hubtore markiert.
Eine weitere Sportbootschleuse befindet sich 500 Meter weiter westlich an der Medem am Schöpfwerk Otterndorf. Die Medemschleuse liegt verborgen im Deichkörper auf der westlichen Seite des Schöpfwerks. Zwischen den beiden Schleusen gibt es für Boote keine direkte Verbindung.

## Lage

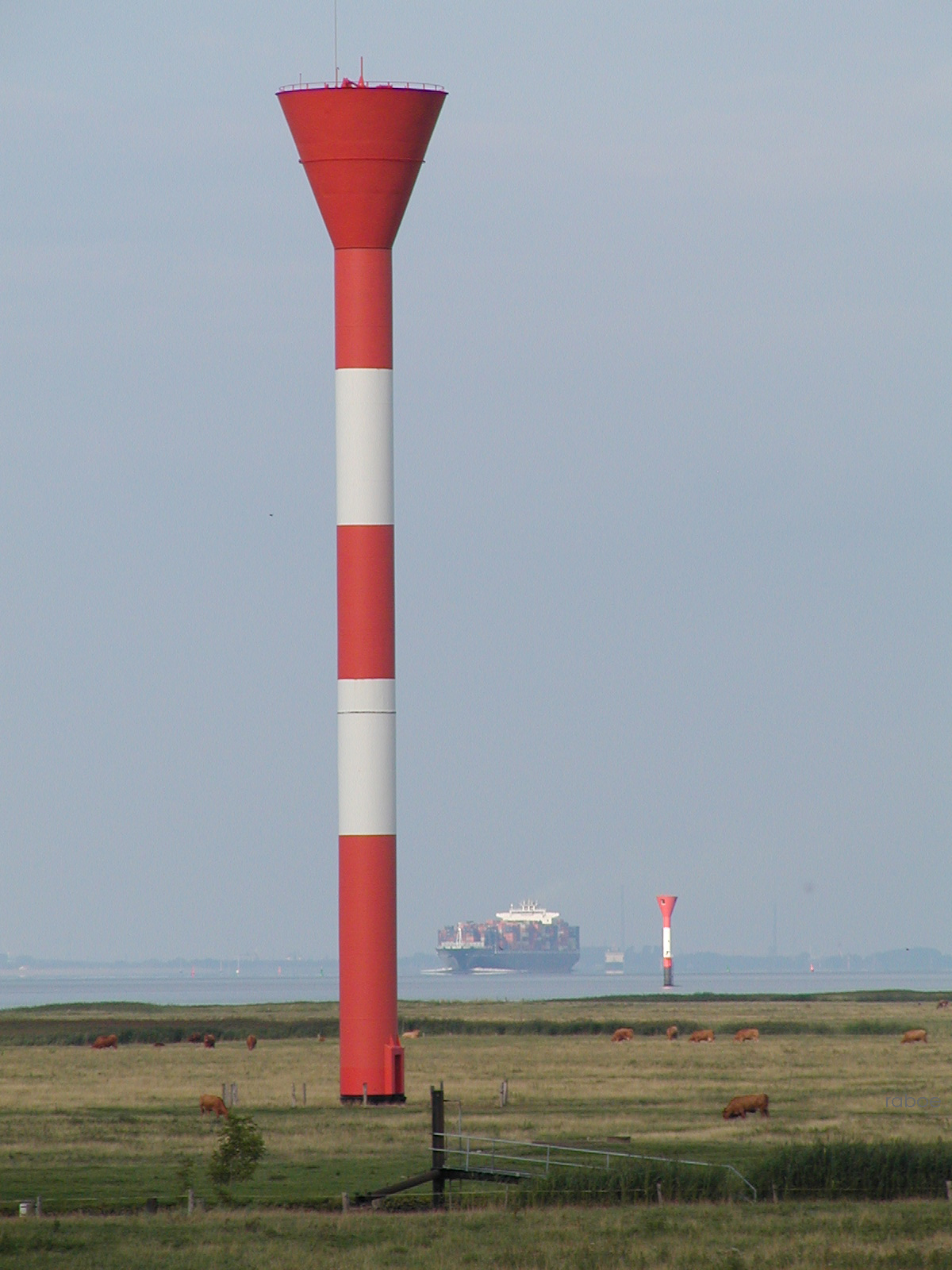
Leuchtfeuer Otterndorf

Die Kanalschleuse liegt in der Hauptdeichlinie an der Elbe rund zwei Kilometer nördlich vom Ortszentrum Otterndorf. Sie besitzt gemäß Generalplan Küstenschutz die aktuell erforderliche Bestickhöhe für die Elbdeiche der Region.
Außendeichs führt der Medemkanal zur Mündung der Medem und erreicht nach einem Kilometer die Elbe. Der Hadelner Kanal stößt von Osten kommend an die Schleuse, die über ihre Sielfunktion das überschüssige Wasser durch die Schleuse ableitet. Das Wasser kann zusätzlich über den nicht schiffbaren Durchstich weiter fließen zum Schöpfwerk Otterndorf, wodurch die Sielleistung gesichert und erhöht wird.
Das Vorland der Schleuse zwischen den Mündungen von Medem und Oste bildet mit über acht Kilometer Länge das Naturschutzgebiet Hadelner und Belumer Außendeich. Darin steht weithin sichtbar das Leuchtfeuer Otterndorf, das als Oberfeuer zusammen mit dem Unterfeuer Belum eine Richtfeuerlinie bildet.

## Geschichte
Der zwischen 1852 und 1855 gegrabene Hadelner Kanal war zur Entwässerung des Sietlands bestimmt und erforderte am Nordende den Bau eines Sielauslasses in die Elbe. Wie seinerzeit üblich war dafür im Deich ein aus Backstein gemauertes Gewölbesiel errichtet worden, dessen seitliche Wände 1,75 m dick waren und im Scheitelpunkt noch eine Stärke von 0,56 m besaß. Das auf einer Pfahlgründung ruhende Gewölbe hatte für die Durchfahrt von Schiffen eine Innenbreite von 6,1 m und eine lichte Höhe von 7,43 m. Daher wurde der Durchlass auch als Tunnelgewölbeschleuse bezeichnet. An beiden Enden des 16 m langen Tunnels waren hölzerne Stemmtore ohne maschinellen Antrieb eingebaut, die sich bei Ebbe öffneten, damit das Wasser im freien Gefälle aus dem Kanal in die Elbe fließen konnte. Bei Flut schlossen die Tore und das Hinterland war vor Eindringen von Hochwasser aus der Elbe geschützt. Im Fall von Sturmflut konnte zur Sicherheit noch ein weiteres Tor im Siel als Schutzmaßnahme geschlossen werden. Über diese 1853 fertiggestellte Sielschleuse konnten kleinere Schiffe bis zu einer Länge von 18,5 m geschleust werden. Jedoch war dies nur in Zeiten mit Sielzug möglich; d. h. wenn der Wasserstand elbeseitig niedriger war als im Kanal. Wegen des Rundbogengewölbes war dies aber immer von den Gezeiten abhängig, da der Tunnel die Durchfahrtshöhe begrenzte und die beiden Sieltore keinen mechanischen Antrieb besaßen. Fünf Jahre nach Fertigstellung des Hadelner Kanals erfolgte 1860 eine Verlängerung bis nach Bremerhaven, wodurch die Schiffe direkt von der Elbe bis zur Weser fahren konnten, ohne den gefährlichen Umweg über die Nordsee benutzen zu müssen.
Die bis in die 1960er Jahre noch nennenswerte Berufsschifffahrt ist aber zum Erliegen gekommen, sodass derzeit die Sportschifffahrt Hauptnutzer der Deichquerung ist. Zur Verbesserung der Entwässerungsleistung erhielt der Kanal 1956 mit dem Durchstichkanal eine kurze Verlängerung nach Westen, um am Schöpfwerk Otterndorf an der Medem zusätzliche Sielleistung zu ermöglichen. Die nicht schiffbare Verbindung ist nicht mit der Medem direkt verbunden und zum Sielen muss ein Sperrschütz geöffnet werden. 1968 wurde am Binnenhaupt eine 36 m lange Spundwandkammerschleuse angebaut, um die auf dem Hadelner Kanal zugelassenen Schiffsgrößen zur Elbe durchlassen zu können. Durch die Kammerbreite von 21 m fanden mehrere dieser Schiffe nebeneinander darin Platz. Eine Hubtoranlage verriegelte die 8,10 m breite Öffnung der Schleuse zur Kanalseite hin.
Die Erkenntnisse aus den Sturmfluten von 1962 und 1976 hatten einen deutlichen Handlungsbedarf beim Ausbau des Küstenschutzes an der Elbe aufgezeigt. Daher erfolgte 1985 eine Grundsanierung der Schleuse. Zur Verbesserung der Deichsicherheit wurde ein 2-teiliges Hubtor mit hydraulischem Antrieb errichtet. Es ersetzte das alte Holztor am Binnenhaupt, wodurch ein 'echter' Schleusenbetrieb unabhängig von der Tide ermöglicht wurde. Jedoch weiterhin mit der bestehenden Höheneinschränkung im anschließenden Tunnel. Im Rahmen der Baumaßnahme erfolgte die Erhöhung der Hauptdeiche um 1,13 m auf NHN +7,73 m mit der Folge, dass der Deichverteidigungsweg mit einer neuen Betonbrücke über den Tunnel geführten werden musste. Die  19 m lange Brücke war separat mit eigener Pfahlgründung ausgeführt.
Bei der Bauwerkshauptprüfung 2006 wurden Setzungen im Deichkörper und Rissbildungen im Mauerwerk der Tunnelgewölbeschleuse festgestellt, wodurch die Standsicherheit und Verkehrssicherheit der Anlage in Frage gestellt war. Die Ursache sah man in den letzten Deicherhöhungen, deren Nachwirkungen sich auf die Holzpfahlgründung der Schleuse ausgewirkt hatten. Eine weitere Auflast durch Erhöhung auf das aktuelle Bestick, das durch den Generalplan Küstenschutz vorgegeben wird, kam daher nicht in Frage.
Wegen des erteilten Denkmalschutzes für die Gewölbeschleuse mit ihrem hölzernen Fluttor musste für einen Neubau ein alternativer Standort gesucht werden. Der Entwurf von 2013 mit Lage westlich neben der vorhandenen Schleuse gelangte wegen der zu erwartenden Baukosten nicht zur Ausführung. Eine wirtschaftliche und sparsame Lösung mit dem geringsten Eingriff in den Bestand wurde nur am vorhandenen Standort gesehen. Mit der Denkmalbehörde des Landkreises Cuxhaven konnte geklärt werden, dass der Küstenschutz eine höhere Priorität besitzt als der Erhalt der Schleuse. Damit war der Weg frei für den Neubau am Standort des vorhandenen Bauwerks. Das Planfeststellungsverfahren wurde 2016 eröffnet.

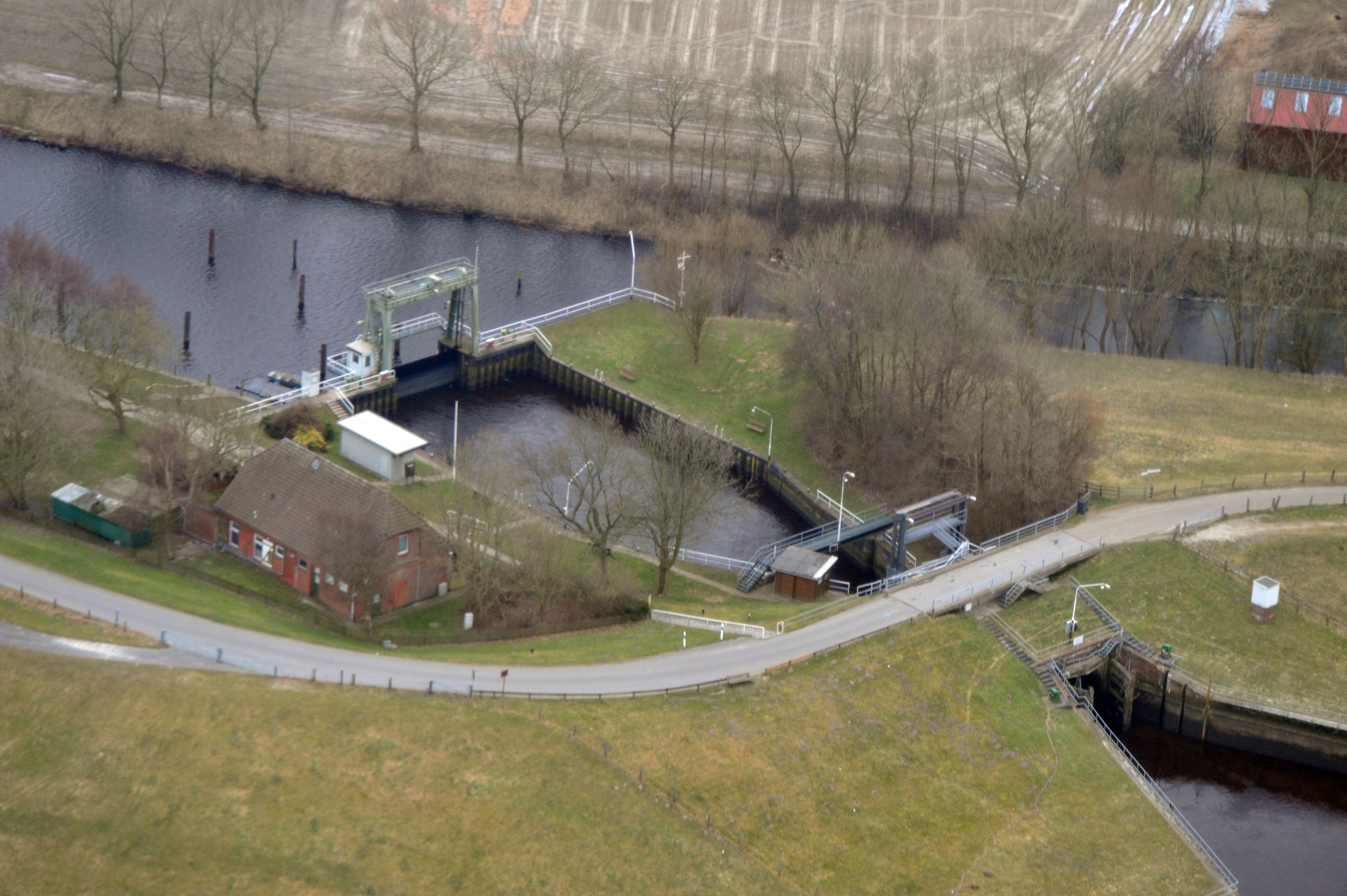
Luftaufnahme alte Kammerschleuse
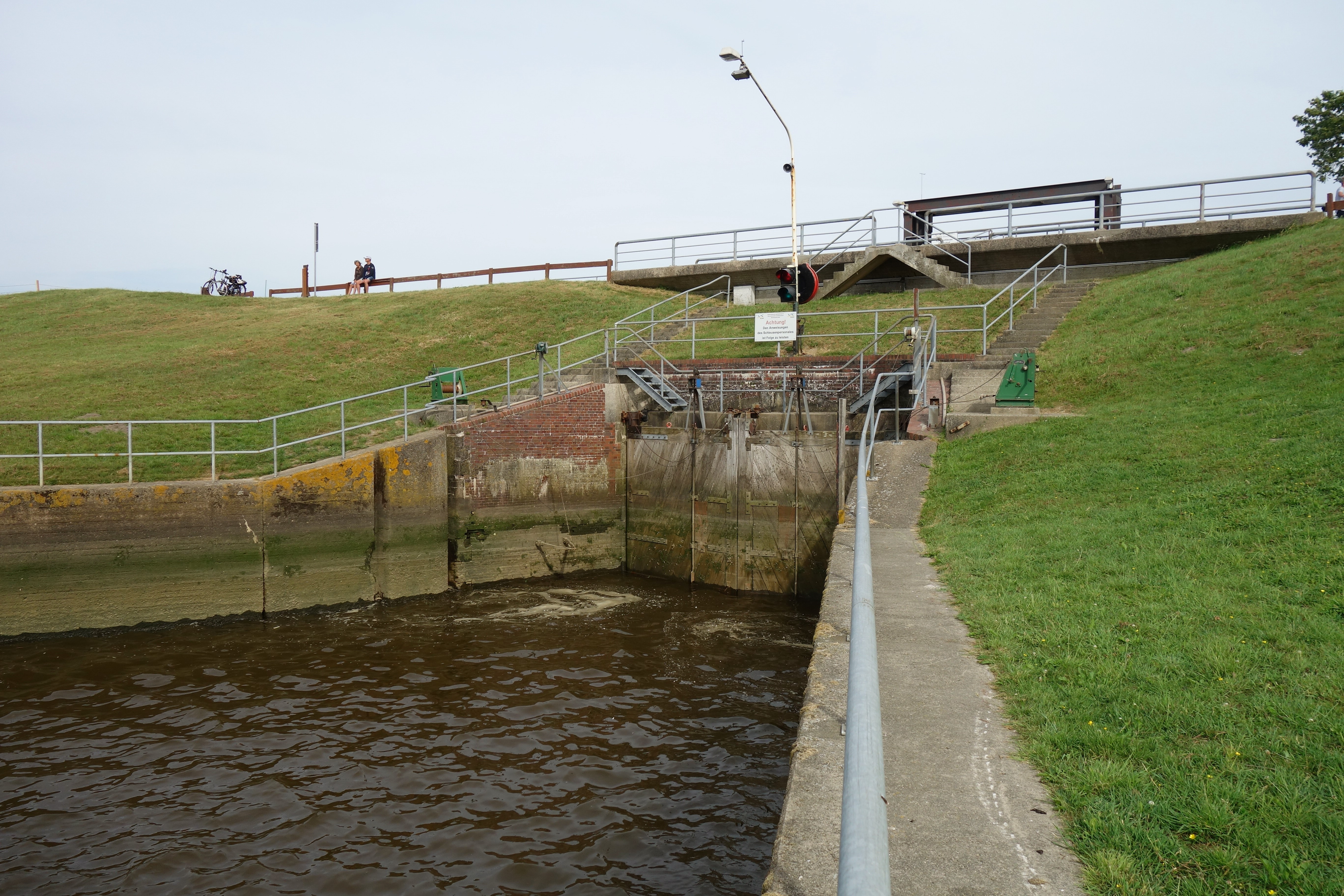
Die alten Sieltore geschlossen
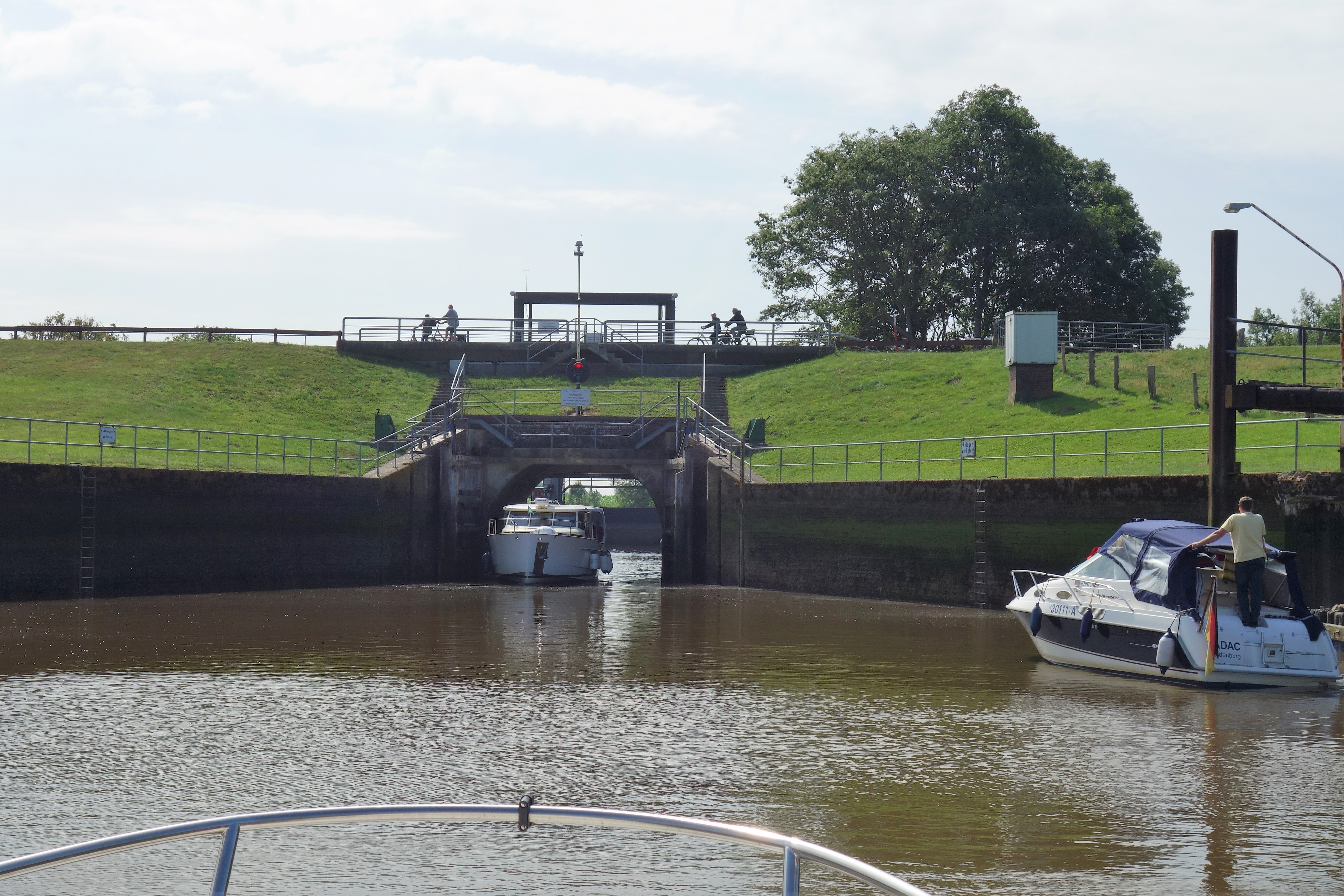
Blick von der Elbeseite in das Tunnelgewölbe
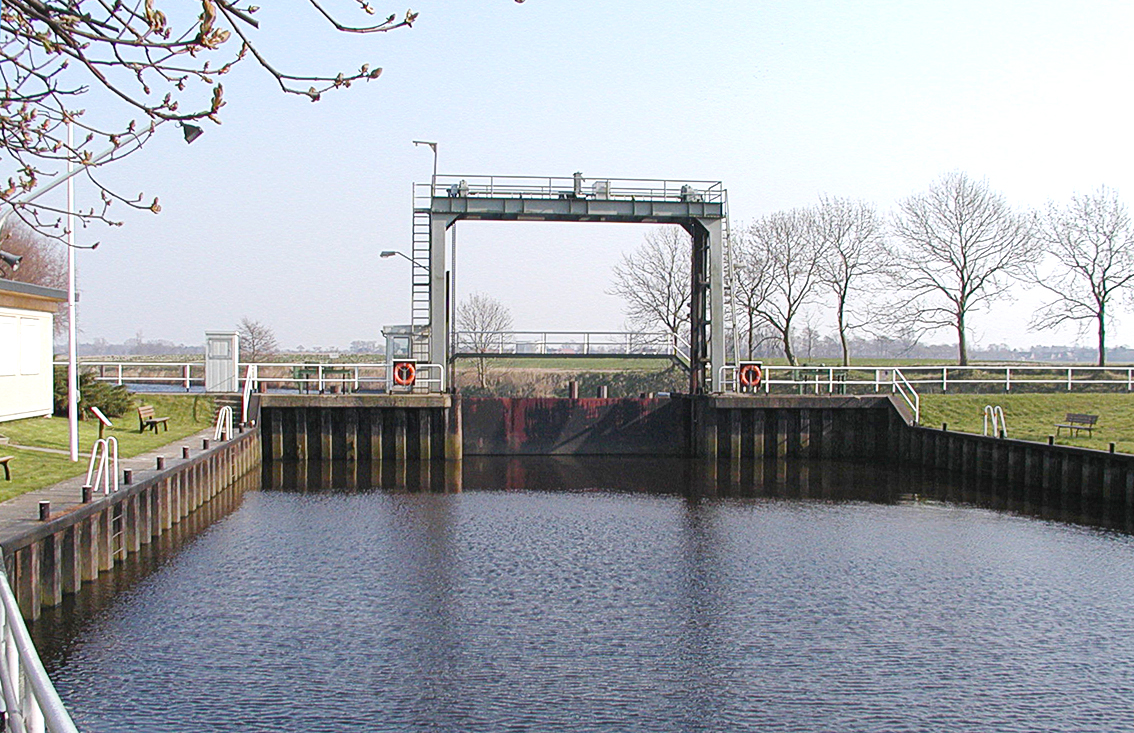
Altes Hubtor zum Kanal
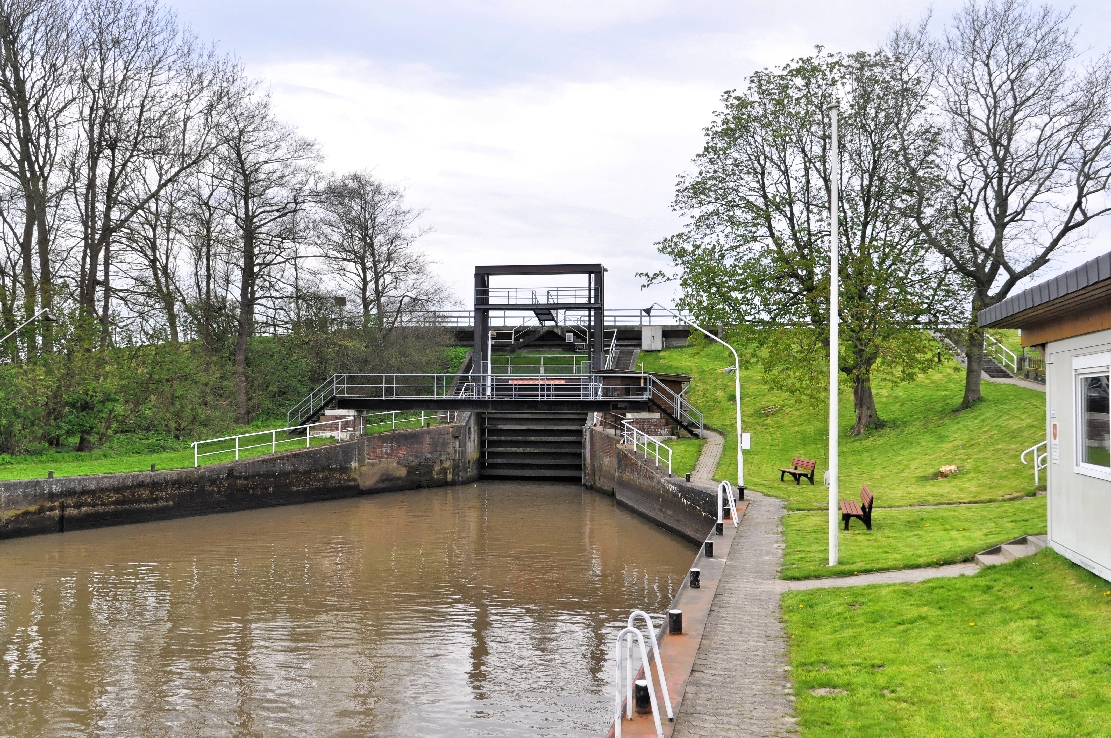
Altes Hubtor Ausfahrt zum Gewölbe

## Die neue Schleuse

### Allgemeines
Der Bau der Schleuse war eine dringliche Küstenschutzmaßnahme, um das Unterbestick im Deichbereich der alten Schleuse zu beseitigen und dem aktuellen Küstenschutzniveau von NHN +8,6 m anzupassen. Die Auslegung der neuen Anlage musste drei Funktionsbereiche abdecken:
- Sielfunktion
- Schleusenfunktion
- Küstensicherung

Mit dem Planfeststellungsbeschluss vom 10. Juli 2017 konnte mit der Ausführungsplanung und Ausschreibung der Bauarbeiten begonnen werden. Die Dimensionierung der Schleuse erfolgte anhand der zugelassenen Schiffsgrößen im Hadelner Kanal mit der maximalen Schiffsgröße: Länge 33,50 m  |  Breite 5,00 m  |  Tiefgang 1,5 m  |

### Bau
Die Arbeiten für die Baumaßnahme begannen im August 2018. Weil der Neubau an gleicher Stelle wie die alten Schleuse entstehen sollte, war für die Dauer der Baumaßnahme die Sperrung der Schleuse erforderlich. Mit dem Abriss der Altanlage konnte auch die Sielfunktion nicht mehr aufrechterhalten werden. Um während der Bauzeit eine ausreichende Leistung für die Entwässerung zur Verfügung zu haben, war Ersatz in Form eines Pumpwerks erforderlich, das westlich der neuen Schleusenkammer gebaut wurde. Anstelle einer provisorischen Leitungsführung über den Deich wurden aufgrund einer Planänderung drei feste Leitungen im Boden verlegt, die seeseitig an der Leitwand enden. Nach Fertigstellung der Pumpanlage wurde ab Februar 2019 die alte Schleuse außer Betrieb genommen und aus dem Baufeld entfernt. Damit war nach 160 Jahren das alte Gewölbesiel nur noch Geschichte. Von der Altanlage blieben zunächst noch das Binnenhaupt mit dem Hubtor sowie die angrenzenden Spundwände stehen, in deren Schutz der weitere Bau stattfand. Nachdem eine umschließende Spundwand eingebracht worden war, konnte der Aushub der 70 × 12 m großen Baugrube erfolgen. Die Spundung verblieb nach Abschluss als verlorene Schalung im Boden. Zur Tiefgründung des 69 m langen Trogbaukörpers aus Stahlbeton waren 163 Pfähle von rund 30 m Länge erforderlich, auf denen die 2 m dicke Sohlplatte betoniert wurde. Die seitlichen Kammerwände erhielten eine Stärke von 1,5 m und besitzen im Deichbereich eine Höhe bis zu 12 m, wodurch die notwendige Bestickhöhe von NHN +8,60 erreicht wird.
Die Nutzbreite der Schleusenkammer beträgt 8,50 m. Bei normalem Betrieb wird Tor 2 seeseitig geschlossen, wodurch eine Nutzlänge von 24 Meter entsteht. In Sonderfällen kann auch Tor 1 verwendet werden, damit die zugelassene Bootsgröße in die Schleuse passt. Als Länge stehen in dem Fall maximal 41,40 m zur Verfügung. Der Drempel liegt auf NHN -3,50 m, sodass sich mit dem Kanalwasserstand von NHN -0,70 m eine Wassertiefe in der Kammer von 2,70 m ergibt.
Die kanalseitigen Schleusenbereiche liegen vor Hochwasser geschützt auf NHN +3,0 m und dienen als Arbeits- und Lagerflächen (z. B. für die Notverschlüsse). Auf der Westseite der Schleusenkammer steht das Betriebsgebäude mit dem Schleusensteuerstand. Daneben ragen die drei blauen Portale der neuen Hubtore auf. Zur Sturmflutsicherheit sind seeseitig an den Torlinien 1 und 2 rund 50 t schwere Tore eingebaut, die 9,50 m breit und 9,80 m hoch sind. Zum Einbau und für Revisionszwecke können sie halbiert werden. Kanalseitig an Torlinie 3 ist ein 30 t schweres Hubtor vorhanden, das bei 9,80 m Breite eine Höhe von 6,40 m besitzt. Alle Tore sind ohne Ausgleichsgewichte ausgeführt und werden von einem elektromechanischen Antrieb bewegt, der oben im Portalrahmen eingebaut ist. Wegen der gezeitenabhängigen Wasserstände müssen alle Tore zu beiden Seiten hin sperren und haben beheizbare Dichtungen erhalten.
Auch die Deiche und Vorhäfen wurden entsprechend angepasst. Auf der Kanalseite entstand zusätzlich ein Bootsanleger mit Landstromanschluss. Die offizielle Eröffnung der neuen Schleuse fand im Juli 2022 statt. Ihr Bau mit der Einbindung in die Deichlinie war zeitweise die größte Küstenschutzmaßnahme in Niedersachsen. Als Zuwegung ins Vorland und zum Oberfeuer Ottersen führt eine Brücke über die Schleuse, die zwischen den beiden großen Hubtoren verläuft und sich auf die Schleusenwände abstützt. Insgesamt kostete die Baumaßnahme rund 32 Millionen Euro.

### Betrieb
Sielfunktion
Vorrangig muss der Schleusenneubau als Siel fungieren, sodass zeitweise die Schleusungen ausgesetzt werden müssen. Die Entwässerung kann nur bei Niedrigwasser in der Elbe mit freiem Abfluss aus dem Hadelner Kanal erfolgen. Dazu müssen alle drei Tore geöffnet werden, wobei eine manuelle Steuerung der Durchflussmenge über Tor 3 auf der Kanalseite erfolgt. Wenn der Wasserstand in der Elbe das Niveau des Kanals erreicht hat, wird das elbseitige Tor geschlossen und der Sielbetrieb ist beendet.
Schleusenfunktion
Durch die nach oben offene Bauweise ist gegenüber der alten Tunnelgewölbeschleuse bei normalen Tidewasserständen ein von den Gezeiten unabhängiger Schleusenbetrieb möglich. Je nach Stand der Tide kann eine Bergschleusung in Richtung Elbe oder zum Kanal erforderlich sein. Im Regelfall werden die Tore 2 und 3 eingesetzt, sodass mit der Kammerlänge von 24 m vier Sportboote mittlerer Größe (Länge bis 13 m und 3,50 m Breite) geschleust werden können. Der Füll- bzw. Leerungsvorgang erfolgt durch die Hubtore, die dazu mit einer Geschwindigkeit von 2,3 mm pro Sekunde bewegt werden, bis sie eine Öffnung von 30 cm aufweisen. Die langsame Geschwindigkeit soll Schwall- und Sunkerscheinungen beim Wasserstandsausgleich minimieren. Der Schleusenbetrieb erfolgt tideabhängig nur tagsüber bei Anwesenheit von Personal. Im Winterhalbjahr werden Schleusungen nur nach Anmeldung durchgeführt. Während der Zeit des Sielzugs wird der Betrieb für ca. zwei Stunden ausgesetzt.
Funktion Küstenschutz
Die Sicherung gegen Sturmflut wird durch gemeinsames Schließen der Tore 1 und 2 vorgenommen. Aus Gründen der Deichsicherung müssen derartige Bauwerke doppelt ausgeführt werden.

## Sielersatzpumpwerk
Das für die Bauzeit errichtete Ersatzpumpwerk wurde vom Hadelner Deich- und Uferbauverband übernommen, der es als dauerhaftes Spitzen- und Notschöpfwerk für außergewöhnliche Ereignisse vorhalten will. Durch den Einsatz von Tauchmotorpumpen ist ein tideunabhängiger Betrieb jederzeit möglich. Der Einlauf mit den Pumpen befindet sich 100 Meter westlich der Schleuse. Drei Pumpen mit einem Leistungsvermögen von jeweils 4 m³/s fördern das Wasser über drei Rohrleitungen DN 1400 zum Außentief und in den Medemkanal. Der elbseitige Einlauf ist durch eine Rückschlagklappe gesichert.